# Ophisma
Ophisma är ett släkte av fjärilar. Ophisma ingår i familjen nattflyn.

## Bildgalleri

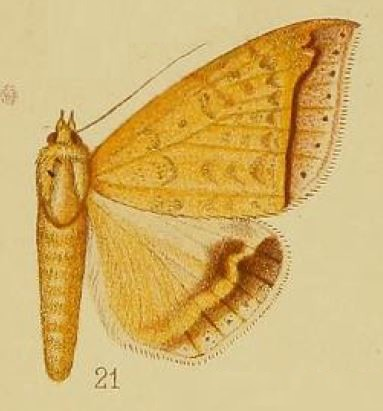
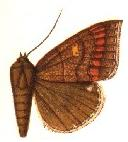
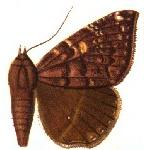
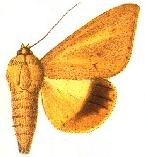
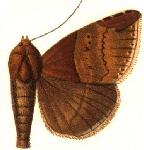
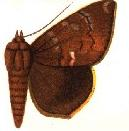

## Dottertaxa tillOphisma, i alfabetisk ordning[1]
- Ophisma albitermia
- Ophisma angulata
- Ophisma ardosiata
- Ophisma basigutta
- Ophisma bilineata
- Ophisma confundens
- Ophisma crocimacula
- Ophisma cuprizona
- Ophisma detrahens
- Ophisma dimidiata
- Ophisma esculeata
- Ophisma esperanza
- Ophisma fugiens
- Ophisma fulvipuncta
- Ophisma gravata
- Ophisma ibona
- Ophisma insignita
- Ophisma intermedia
- Ophisma lunulifera
- Ophisma luteiplaga
- Ophisma macronephra
- Ophisma minna
- Ophisma morbillosa
- Ophisma ningi
- Ophisma nobilis
- Ophisma pallens
- Ophisma pallescens
- Ophisma pyrosticha
- Ophisma renalis
- Ophisma stigmatifera
- Ophisma subplaga
- Ophisma tecta
- Ophisma teterrima
- Ophisma tropicalis
- Ophisma variata
- Ophisma violaceosuffusa
- Ophisma violetta